# Борго Сан Мартино
Бо̀рго Сан Мартѝно (на италиански: Borgo San Martino; на пиемонтски: Borgh San Martin, Борг Сан Мартин) е село и община в Северна Италия, провинция Алесандрия, регион Пиемонт. Разположено е на 107 m надморска височина. Населението на общината е 1465 души (към 2010 г.).